# Microchaetona medinops
Microchaetona medinops är en tvåvingeart som först beskrevs av Townsend 1934.  Microchaetona medinops ingår i släktet Microchaetona och familjen parasitflugor. Inga underarter finns listade i Catalogue of Life.